# Agave ovatifolia
Agave ovatifolia är en sparrisväxtart som beskrevs av G.D.Starr och Villarreal. Agave ovatifolia ingår i släktet Agave och familjen sparrisväxter. Inga underarter finns listade i Catalogue of Life.